# Nevado del Ruiz

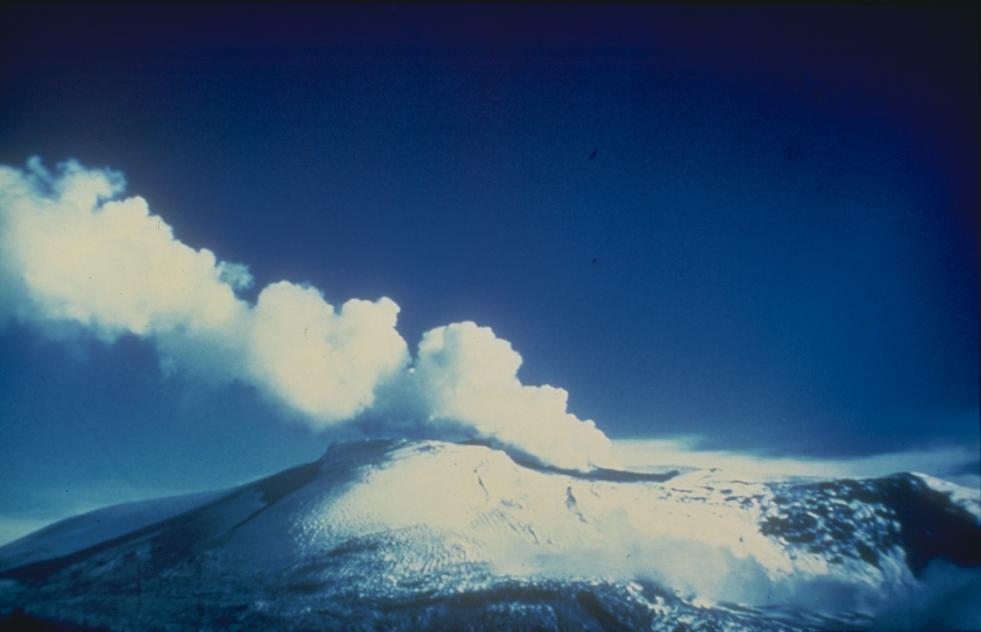
Innan utbrottet 1985

Nevado del Ruiz, också känt som El Mesa de Herveo eller Kumanday, är en stratovulkan i Colombia, ungefär 130 kilometer väster om Bogotá departementet Tolima. Nevado del Ruiz har varit aktiv under två miljoner år, sedan tidig Pleistocen eller sen Pliocen, med tre större perioder av utbrott. Den nuvarande vulkankonen skapades under den "senaste" perioden av utbrott, som startade för 150 000 år sedan.
Nevado del Ruiz har vanligtvis pliniska utbrott, med pyroklastiska flöden. Dessa utbrott orsakar ofta massiva laharer (ler- och skräpflöden), vilka utgör ett hot mot människors liv och omgivningen. Den 13 november 1985 smälte ett litet utbrott en del av snön och isen på toppen, till vatten. När vattnet forsade ner längs sidorna blandades vattnet med lera, vilket bildade en lahar. Den forsade ner mot de närliggande dalarna. I en av dem låg staden Armero. Den begravdes och ödelades av leran, och ungefär 23 000 människor dog i katastrofen. Detta är den lahar som dödat flest personer i historisk tid. Liknande men inte lika dödliga händelser inträffade 1595 och 1845, som då skapades av små explosiva utbrott följdes av en stor lahar.

### Fotnoter
1. ↑  Ett utbrott under 23 april 1994 är i Smithsonian Institution faktabas Global Volcanism Program del om Nevado del Ruiz utbrott markerad som "uncertain" (osäker).[4] Ett utbrott kan ha ägt rum då, men det har inte blivit bekräftat. Smithsonian Institution definierar ett utbrott som en händelse när vulkaniska rester (vulkaniska gaser inte medräknade) har hamnat på jordens yta.[5]